# 運動家
運動家（英語：Athletics），簡稱A's，是一支主場位於加州的美國職棒大聯盟球隊，隸屬於美國聯盟西區。自1968年遷至奥克兰後至2024年的主場是奧克蘭競技場，2025年將主場暫遷移到西沙加緬度的薩特健康球場（Sutter Health Park）2至3年，期間由原本的奥克蘭運動家（英語：Oakland Athletics）改為不帶有城市名稱的現名。

## 历史

### 奧克蘭 (1968年-2024年)

#### 第三王朝(1972年-1975年)
剛遷入奧克蘭的運動家遷入了剛完工一年的奧克蘭–阿拉米達郡競技場。1968年5月8日，在一場對明尼蘇達雙城的比賽裡，凱特費許·杭特投出了美國聯盟自1922年以來的第一場完全比賽。在總教練Bob Kennedy的帶領下，運動家於1969年完成了他們自1952年來的第一個勝利球季。Finley在1970年正式把隊名從「Athletics」改到「A's」，這是「撇號-s」第一年出現在傳統「A」球隊標誌後。
A's在剛進入1970年代時終於打出好成績。在1970年又一次分區第二名後，A's於1971年贏得美聯西區冠軍，這是他們1931年來首次進入季後賽。但是，A's於美國聯盟冠軍賽敗給巴爾的摩金鶯。1972年，A's贏得1931年來第一個美國聯盟冠軍，得到在1972年世界大賽對上辛辛那提紅人的機會。
那年，A's開始穿上全綠色或全黃色制服上衣，配合對比的白球褲（同時期其他球隊仍穿著全白主場制服，和全灰客場制服）。這類似業餘壘球球隊的制服在當時被認為是獨樹一格的。又為了配合「鬍子日」（Moustache Day）的促銷活動，Finley表示將發給任何在父親節前蓄鬍的球員500美元的獎金（同時其他球隊仍禁止球員讓臉上毛髮長長）。父親節時，每一位球員都獲得了這筆獎金。因為這個原因，1972年世界大賽被稱為「毛髮對上整潔」（The Hairs vs. the Squares，當時紅人仍穿著傳統式制服以及要求球員剪短髮和剃鬍乾淨。一本同時期的敘述這時期A's的書，稱他們為「鬍子幫」(Moustache Gang)。運動家在七場比賽擊敗被看好的紅人，得到1930年來球隊首次世界大賽冠軍。
A's成功的於1973年與1974年保住世界大賽冠軍。不像Mack的冠軍陣容可以以大幅優勢擊敗對手，1970年代的A's只以打出比其他對手稍好的成績，在被戲稱為「美國聯盟最小」（American League Least）的美聯西區獲得分區冠軍。他們以優異的防守、投球、和適時的安打，擊敗季賽時勝場比他們多的隊伍。Finley稱呼這個隊伍為「揮擊A's(Swinin' A's)」。球員如Reggie Jackson、Sal Bando、Joe Rudi、Bert Campaneris、Catfish Hunter、羅利·芬格斯和維達·布魯是這時期運動家的核心陣容。
許多球員在數年後表示，當時隊伍能有這優異表現，是因為共同對Finley的厭惡。舉例來說，在1969年在Jackson打出47支全壘打後，Finley揚言要把他送下小聯盟；聯盟理事長Bowie Kuhn被迫介入這合約糾紛。在Blue獲得1971年賽揚獎後，Finley威脅把他送下小聯盟，Kuhn又再次被迫介入協調。Finley喜歡介入球隊運作的習慣源起堪薩斯市時期。在這時候較著名的事件是1967年的近乎叛變；Finley對此做出的回應是釋出當時A's的最佳打者Ken Harrelson，他後來與紅襪簽約，幫助他們贏得冠軍。
運動家於1973年世界大賽擊敗紐約大都會過程的唯一污點，是Finley誇張的舉動。Finley強迫Mike Andrews簽下一張聲明書，表示他因為受傷，才在第二場輸給大都會的比賽裡，第12局時發生連續兩次失誤。當其他球員、總教練Dick Williams、和幾乎所有的觀眾為Andrews辯護時，Kuhn強迫Finley撤回這聲明書。但這並不表示A's一定要讓Andrews上場比賽。當Andrews在第四場第8局上場擔任代打時，大都會隊球迷同情的起立鼓掌；他之後擊出滾地球出局，Finley隨即命令他在剩下來的比賽坐冷板凳，不得上場。Andrews之後再未於任何大聯盟比賽上場。因為這個事件，僅以82勝79敗完成球季的大都會，得以與明顯較優秀的A's，纏鬥到第七場才敗下陣來。對這事件感到極端厭惡的Williams在比賽結束後隨即辭職。對此Finley的報復是否決Williams去擔任洋基的總教練。Finley聲稱因為Williams與運動家仍剩下一年合約，他並不能擔任其他球隊的總教練。Finley於1974年軟化了他的立場，容許Williams擔任加州天使的總教練。
在總教練Alvin Dark的帶領下，運動家擊敗洛杉磯道奇，取得1974年世界大賽冠軍，但在這之後，投手Catfish Hunter提出申訴，指稱球隊違約，沒有在1974年準時對一項保險條款付款。1974年12月13日，仲裁人Peter Seitz做出有利於Hunter的裁決。Hunter據此成為自由球員，然後與洋基隊簽訂1975年球季的合約。雖然沒有了Hunter，A's仍取得1975年美聯西區冠軍，但在聯盟冠軍賽被紅襪三場橫掃。

#### 自由球員制度、A's的拆解、和Finley年代的結束
1975年，Finley對運動家冠軍時期在奧克蘭的差勁票房感到不滿，開始考慮再次把球隊遷往他處。當西雅圖因為西雅圖飛行員搬遷至密爾瓦基而控告大聯盟時，Finley和其他球隊擁有人想出了一個複雜的計劃，計劃把同時也表現不佳的芝加哥白襪遷至西雅圖，然後把運動家遷至芝加哥，進駐康米斯基公園，這樣球隊將會離Finley在印地安納州LaPorte的家較近。不過這個計劃最後沒有成功，因為白襪擁有人Arthur Allyn把球隊賣給了另一位獨特的人士Bill Veeck。後者並沒有興趣把球隊遷離芝加哥。
隨著1976年球季的開始，大聯盟球員的合約也發生基本的變化。仲裁者Seitz裁定球隊對球員的保留條款，在球員合約到期後，只能保留一年。因此，所有未簽有多年合約的球員將在1976球季後成為自由球員。這是自早年聯邦聯盟時期後，議約權力首次轉移到球員身上。就像Mack之前兩次行為一樣，Finley對裁決的反應是把許多明星球員交易給其他球隊，和試著把其他球員賣出。1976年6月15日，Finley以各100萬美元把左外野手Rudi和後援投手Fingers交易到波士頓，和以150萬美元把投手布魯交易給紐約洋基。三天後，聯盟理事長Kuhn以「維護棒球的最佳利益」理由，撤銷了這兩個合約。在眾多紛擾下，A's仍以西區第二名完成球季，僅落後第一名皇家隊2.5場勝差。
許多運動家資深球員在1976年球季結束後取得自由球員資格，就如預期的絕大多數選擇離開球隊。這支大聯盟最富有傳奇之一的球隊，在移動3000英里距離和數十年後，再次遭到王朝陣容被分解的命運。就像1900年代初期的分解一樣，球隊的崩潰是完全和快速的。接下來的三年就像在費城和堪薩斯市最差的時候一樣，A's兩次得到最後一名和一次得到倒數第二名。舉例來說，1977年，僅在A's贏得世界大賽冠軍三年後，球隊以美聯爐主之姿結束球季，戰績比擴編球隊西雅圖水手更差。
在1977年球季結束後，Finley試著把布魯交易到紅人來換來數位不突出和薪資較低的球員，但聯盟理事長Kuhn否決了這項交易，認定這不過是另一件試著把明星先發投手便宜賣出去的交易，就像他在1976年否決的交易一樣。Kuhn又認為國家聯盟西區的冠軍爭奪戰，將會隨著布魯加入已極優秀的紅人而變成一個玩笑。理事長在這之後批准一項比較平衡的交易，把後援投手Doug Bair交換到紅人。同時，以相同的理由，理事長批准了另一項與灣區另一邊的舊金山巨人以布魯交換數位球員的交易。
自從遷來奧克蘭後，A's的票房總是不佳，即使在世界大賽時期也是一樣，接下來三年的票房更差，主場奧克蘭競技場（Oakland Coliseum）因此有人戲稱為「奧克蘭陵墓」（Oakland Mausoleum），而球場的維護也越來越差。有一段時間，A's的比賽由KALX（一由柏克萊加州大學經營，發射功率僅有10瓦的大學廣播電台）轉播。有些球迷戲稱這時的A's為「三A's」（Triple-A's），意味球隊這時只有3A級小聯盟水準，不像一支大聯盟球隊。Finley甚至幾乎把球隊賣給將在1978年球季把球隊遷往丹佛、和在1979年遷往紐奧良的買家。不意外的，1979年總共只有30萬6763位付費觀眾來觀賞A's比賽，是離開費城後最差的票房。
在三個場上和票房都很悽慘的球季後，球隊開始凝聚在一起。神來一筆的，Finley雇用紐約洋基的火爆浪子Billy Martin來成為這個年輕球隊的總教練。Martin讓他的年輕球員重新再相信自己的球隊，在「Billyball」打帶跑的球風和新秀盜壘王瑞奇.韓德森出現下，A's於1980年球季得到了分區第二名。1981年，球隊贏得因罷工而中斷一陣子球季的「上半球季」冠軍，但在聯盟冠軍賽敗下陣來。
然而，Finley的妻子在同一球季訴求離婚。因為Finley妻子不接受部份球隊的所有權為財產分配，球隊必須要被售出。雖然Finley找到一個將會把球隊遷往丹佛的買家，這項交易在奧克蘭市政府和阿拉米達縣政府拒絕讓運動家提前解除球場租約後被宣告無效。Finley尋找替代的當地買主，最後在1981年球季前把球隊賣給舊金山商人小沃爾特·A·哈斯（Walter A. Hass, Jr.），著名牛仔褲製造商Levi Strauss & Co.的當時董事長。

#### 當地人擁有運動家：哈斯的年代
球隊贏得三次世界大賽和兩次美國聯盟西區冠軍的優異紀錄並未反映在Finley時代的票房上。1968年至1980年的平均主場觀眾人數為每球季77萬7000人，1975年的107萬5518人是所有Finley擁有球隊的最多觀眾紀錄。相比之下，在哈斯擁有球隊的第一年即有觀眾130萬4052人，而且這一球季更是因為球員罷工而縮短的一年（假如沒有罷工的話，1981年A's全季觀眾人數將可超過220萬人）。在哈斯擁有球隊的15年裡，A's是全聯盟在票房上最成功的球隊之一，在1990年球季裡共有290萬217人進場看球，仍是至今的A's單季觀眾紀錄。這幾年的平均觀眾人數，在剔除1981年和1994年罷工年後，均多於190萬人。
哈斯試著改變球隊的形象：他替換了球隊吉祥物「查理O」（Charlie O），康尼·梅克和其他費城時期的球星照片開始出現在球隊辦公室裡。傳統球隊名稱被重新使用，球團法人正式改名為「奧克蘭運動家棒球隊公司」（Oakland Athletics Baseball Company）。球隊的隊色仍然是綠色、金色、和白色，但是原先偏灰色的凱利綠（Kelly green）由較緩和的森林綠取代。在間斷了23年後，大象於1986年重新成為球隊吉祥物。之前在1954年至1960年客場球衣上出現的書寫體，在1987年被重新繡上主場球衣。
在哈斯的擁有經營下，運動家的小聯盟農場系統被重建，得以在數年後成功培育出數位被選為美聯年度最佳新人的明星球員，如荷西·坎塞柯(Jose Canseco)（1986年）、馬克·麥奎爾(Mark McGwire)（1987年）Weiss （页面存档备份，存于）(1988年）。湯尼·拉魯沙在1986年被聘請為球隊總教練，直到1995年底才離職。1987年，拉魯沙擔任總教練的第一年，A's以81勝81敗完成球季，是7個球季來的最佳戰績。自1988年起，A's連續三年贏得美國聯盟冠軍。有如球隊在費城時期一樣，A's在這三年都以全聯盟最佳戰績完成球季：104勝（1988年）、99勝（1989年）以及109勝（1990年），球隊陣中有明星球員麥奎爾、坎塞柯、Weiss、Carney Lansford、Dave Stewart、和Dennis Eckersley。

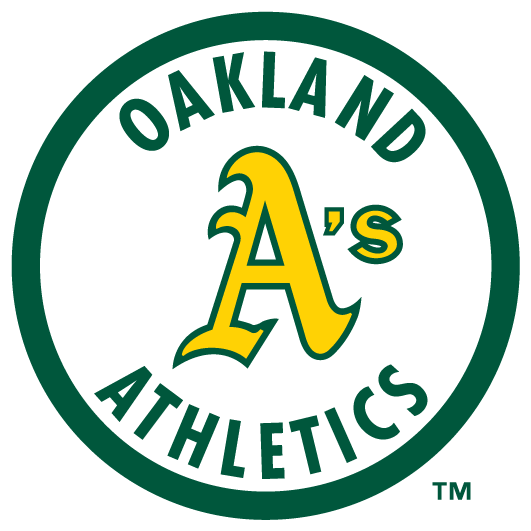
運動家的隊徽(1983–1992)

季賽時的優勢僅為球隊帶來少許季後賽勝利。運動家的唯一冠軍是於1989年世界大賽，以四戰全勝橫掃舊金山灣區對岸的舊金山巨人。可惜的，A's橫掃巨人的喜悅被同時發生的1989年舊金山大地震掩蓋過去；地震發生在第三戰剛開始時，經由電視轉播到全國。這迫使剩下的比賽被延後數天。當世界大賽恢復進行時，場上的氣氛明顯的從球迷慶祝喜悅，轉變到鬆了口氣的感覺。在1988年和1990年世界大賽被看好的運動家卻分別敗給洛杉磯道奇和辛辛那提紅人。其中輸給紅人的那屆更是被四場橫掃，有如1976年前敗給波士頓勇士一樣。之後球隊逐漸衰退，於1992年贏得美聯西區冠軍，但於美聯冠軍賽輸給多倫多藍鳥，1993年更以最後一名結束球季。

#### Schott-Hofmann的年代
Walter Haas於1995年去世，球隊也隨後在1996年球季前售給了舊金山灣區開發商Steve Schott（與辛辛那提紅人前擁有人Marge Schott無親戚關係）和Ken Hofmann。再一次的，運動家隊的明星球員都被交易出去，因為新老闆的首要目標是刪減球隊薪資支出。許多球員轉至聖路易紅雀，這包括麥奎爾、Eckersley、和總教練拉魯沙。冥冥之中就像是38年前運動家把Roger Maris交易出去的事件重演，麥奎爾在轉到紅雀後的第一年就創下了新大聯盟單季最多全壘打紀錄（其實麥奎爾在1997年也有機會破紀錄，他在運動家和紅雀總共擊出58支全壘打）。
Schott-Hofmann擁有人團隊把較多的資源，放在建立和維持一個強大的小聯盟系統，但也經常拒絕以高薪與即將成為自由球員的明星球員續約。或許是這個原因，21世紀交替時的運動家是一支經常在美聯西區名列前矛，但是無法勝出第一輪季後賽的球隊。運動家自2000年起連續四年進入季後賽，但是每一年都以2勝3負的成績，被淘汰於5戰3勝的第一輪季後賽。期間在2001年對紐約洋基和2003年對波士頓紅襪的季後賽裡，運動家都被上演讓二追三戲碼。2004年，A's輸掉了球季最後的一個系列賽，也把分區冠軍讓給安那翰天使，從而使A's無緣季後賽。
運動家在近年來以通稱「三巨投」的三位先發投手：提姆·哈德森、Mark Mulder、和貝瑞·齊托，以及三位內野手：Eric Chavez、傑森·吉昂比、和米格爾·特哈達著稱。吉昂比在2001年球季結束成為自由球員後與紐約洋基簽約，特哈達則在2003年球季後與巴爾的摩金鶯簽約。
球隊總經理比利·比恩在近年來，也因作家麥可‧路易士針對比恩新奇的球隊管理經營方式出版的《魔球》而聞名。運動家的球隊結構，讓傳統大聯盟評價一位球員能力的標準，開始改變。比恩選來許多缺乏傳統棒球能力如傳球、守備、長打能力和速度的球員、取而代之的球員都擁有一些通常被忽略的能力，如用高上壘率取代高打擊率、用高三振／保送比例取代高球速，而通常擁有這些能力的球員要求的薪資都不高。運動家在2002年，以全聯盟第六低的總薪資，贏得的美國聯盟最多的103場比賽。那年的全隊總薪資為四千一百萬美元，而同樣贏得103場比賽的洋基隊全隊總薪資則為一億二千六百萬美元。運動家隊經常違背市場趨勢的繼續贏得比賽，即使總薪資常常是聯盟排名後幾名的。例如比恩在球隊於2004年球季得到分區第二名後，把提姆·哈德森交易到亞特蘭大勇士，和把Mark Mulder交易到聖路易紅雀。許多人不解為什麼把兩位在其巔峰的球員交易出去，但這項交易遵守了在《魔球》裡敘述的比恩式管理行為。

#### Wolff的年代
2005年3月30日，運動家被售給了由土地開發商Lewis Wolff帶領的團隊。雖然Wolff是一位洛杉磯的商人，但他也成功的執行許多在聖荷西與鄰近地區的開發案。前一個球隊擁有人雇請Wolff來幫他們尋找適合興建新球場的土地。因為Wolff的背景，許多人猜測他將會把球隊遷往聖荷西。但所有遷往聖荷西的計劃將會受到灣區另一邊球隊舊金山巨人的反對，因為巨人隊宣稱他們擁有聖荷西和聖塔克拉拉縣的市場獨佔權（territorial rights，參見在下面的「球場問題」）。
在2005年球季，因為三巨投被比恩拆散了，有些專家認為運動家將得到最後一名。起先，這些專家看起來是對的，5月31日時運動家隊以19勝32敗(勝率0.373)墊底。但在這之後，球隊開始發揮，打出了0.622的勝率，直到球季結束，最後的戰績是88勝74敗(勝率0.543)、僅落後剛改名的洛杉磯安那翰天使7場勝差，也曾有數個星期的時間，有機會登上美聯西區第一名的位置。
投手Huston Street被選為2005年美聯新人王，連續兩年一位運動家隊的球員得到這個獎項，游擊手Bobby Crosby在2004年獲得這個獎項。三壘手Eric Chavez連續五年得到美聯三壘手金手套獎。
在缺席兩年後，運動家於2006年重返季後賽。雖然運動家以93勝69負、領先天使隊4場的戰績得到美聯西區冠軍，但在與明尼蘇達雙城的分區系列賽裡並不被看好。在客場開始比賽與失去二壘手Mark Ellis（在第二場因為一個觸身球，造成手指骨折而不得不退出之後的賽事）的劣勢下，運動家最後仍以3勝0負橫掃雙城，進入美國聯盟冠軍賽。但勝利的喜悅是短暫的，在聯盟冠軍賽裡，運動家被底特律老虎以0勝4負橫掃。10月16日，在輸了聯盟冠軍賽後的第四天，總教練Ken Macha被球隊總經理比利·比恩突然開除。比恩表示Macha與球員互動不佳、與球隊氣氛不快樂，為開除的原因。
助理教練同時也是前大聯盟捕手的Bob Geren繼任為總教練。2006年球季結束後，運動家王牌投手齊托在得到自由球員資格後與舊金山巨人簽約，明星指定打擊與MVP候選人法蘭克·湯瑪斯也在得到自由球員資格後與多倫多藍鳥簽約，但運動家則簽來未來名人堂成員麥克·皮耶薩來代替湯瑪斯。皮耶薩在與運動家簽約前只在國家聯盟球隊待過，這也是他生涯首次當專職的指定打擊。
對運動家而言，2007年球季是一個失望的球季，隊上主力球員如Rich Harden、Huston Street、Eric Chavez、和皮耶薩相繼受傷。季末的勝率不到五成，這是自1998年球季後首次以敗多於勝戰績結束球季。

#### 2012年和2013年連續兩年贏得美聯西區冠軍
從季初開始運動家原本要重建，甚至沒人看好進入季後賽，但是因西區另一支強權天使季初雖然補強亞伯特·普荷斯、C.J. Wilson，然而戰績起伏不定而給予奧克蘭崛起的契機，一直縮小跟遊騎兵之間的勝場差（最大勝場差曾達到13場），最後在球季的最後一個跟遊騎兵的系列賽，運動家爆冷橫掃贏得系列賽，也贏得睽違六年美聯西區的冠軍，分區賽碰到2006年的對手底特律老虎，不過前2戰都輸，儘管運動家後2戰都贏球甚至在第4戰1：３落後最後再9下演出逆轉勝逼到決勝第五戰，只可惜運動家受到去年三冠王和美聯MVP的賈斯丁·韋蘭德9局壓制下最後以0：6遭到完封，無緣闖進美聯冠軍賽。
2013年魔球大軍連續兩年在美聯西區封王，分區冠軍賽對手又是底特律老虎，卻還是同樣敗於賈斯丁·韋蘭德領軍的老虎，且在分區冠軍賽第5戰已經6連敗。

### 2014年：連續三年進季後賽
從季初開始運動家上半季表現優異以59勝36敗成績結束，然而到了下半季卻是判若兩隊，最後連分區冠軍也被天使搶走，只能打外卡驟死賽，結果以8比9輸給了堪薩斯城皇家。

### 2015年-2017年：連三年成為爐主
2015年球季，運動家僅拿下68勝94敗，成為美聯西區最後一名。
2016年球季，運動家拿下69勝93敗。Coco Crisp季中被交易到印地安人。球季結束後由John.J.Fisher擔任球隊新老闆。
2017年，隊中王牌桑尼·葛雷被交易至洋基。該年球隊拿下75勝87敗，連續三年都成為美西爐主。然而魔球軍本季並非毫無收穫，因為陣中的年輕強打們在9月放開來打，打得為季後賽做準備的列強們聞之色變，也替之後的重建之路點亮希望的燭光。

### 2018年至今：重返季後賽
2018年球季，雖然成為大谷翔平連續2場先發的最佳陪襯，潛力不差的運動家靠打線的精湛輸出打出驚奇，先後取代墮入凡間的天使和迷航的水手，成為挑戰太空人的刺客。看到有機會重返季後賽的運動家，在季中透過交易強化牛棚戰力，全力守護晉級的燭光。
9月12日，4月主場對紅襪投出無安打比賽的王牌左投Sean Manaea旋轉肌發炎，本季提前報銷讓魔球大軍先發輪值更加吃緊。
9月24日，靠著洋基4：1擊敗最後一個外卡競爭對手光芒，運動家繼2014年後再度打進季後賽。9月26日，運動家在延長賽11下被對手再見轟，加上太空人4:1客場擊敗多倫多藍鳥，運動家只能從作客紐約的外卡割喉戰開始季後賽之旅，爭取對決紅襪的資格，最終2:7輸給紐約洋基，本季對運動家來說仍算是成功球季。

#### 2019年：連續兩年季後賽
由於印地安人在跨聯盟比賽以2:8輸給國民，加上光芒以6:2擊敗藍鳥，運動家確定連續兩年晉級季後賽，在外卡驟死賽跟坦帕灣光芒贏家將在美聯分區賽對決休士頓太空人。最終運動家被光芒轟出4發全壘打加上安打不連貫以1:5落敗，季後賽生死戰9連敗。

#### 2020年：連續三年季後賽、睽違7年後再度登上美聯西區王位
運動家在2020成功封王美聯西區，這是綠帽軍團睽違7年後再度登上王位。
美聯外卡系列賽G1，運動家先發投手Jesús Luzardo今天在比賽主投3.1局丟三分退場，打線受制於對方先發投手Lucas Giolito前6局壓制，維持「完全比賽」狀態，最終1比4敗給白襪，在美聯外卡賽以0比1落後。
美聯外卡系列賽G2，運動家強打強投，以5比3擊敗來訪的白襪，在3戰2勝制的美聯外卡系列賽扳回一城。雙方目前為1勝1敗，將進行決勝第3戰。
美聯外卡系列賽G3，運動家4局上攻下4分大局，品德（Chad Pinder）5局再補致勝2打點安打，6：4拿下二連勝，淘汰白襪晉級美聯分區系列賽，將碰上美西第二的太空人。
美聯分區系列賽G1，運動家先靠著Khris Davis和Sean Murphy在2、3兩局2發全壘打，取得3:0的領先；不過太空人在4局上，也在Alex Bregman及Correa雙雙開轟的情況下，將比數扳成3:3。4局下，Matt Olson敲出陽春砲，第5局Mark Canha也適時擊出帶有1分打點的高飛犧牲打，讓運動家再次以5:3領先，但這也是他們本場最後一次分數超前，終場以5:10敗給太空人，首戰團隊敲出8支安打無法擋住太空人16支安打。
美聯分區系列賽G2，運動家的戴維斯（Khris Davis）再次於2局下半開轟讓球隊先馳得點，太空人則在3上立刻靠史林格（George Springer）的兩分砲將比分超前，並在4上追加1分，取得3比1領先。儘管運動家4下靠平德（Chad Pinder）的陽春彈追回1分，但下半局馬多納度（Martin Maldonado）、斯普林格接連開轟，太空人再添兩分保險，以5比2領先。接下來4局兩隊都沒有再拿下分數，終場運動家以2比5再次敗給太空人吞下2連敗，在美聯分區系列賽陷入被聽牌。
美聯分區系列賽G3，力拚晉級的太空人，雖然火力依舊兇猛，但在對手打線復甦的情況下，此役卻踢到鐵板。運動家靠著Chad Pinder在7、8兩局貢獻關鍵4分打點的情況下，成為逆轉比數，以9:7扳回一城，系列賽追成1:2。
美聯分區系列賽G4，被太空人轟出4發全壘打，包括Carlos Correa單場3安5打點、Michael Brantley雙響砲，終場6比11敗給太空人，系列賽1勝3敗結束賽季。

#### 2022年
2021年12月21日，運動家決定從內部升上馬克·柯特賽擔任總教練，取代休季決定轉隊執教聖地牙哥教士的鮑勃·馬文，他非常熟悉球隊運作，自2016賽季已加入該隊教練團，曾分別擔任板凳教練、質量控制及三壘指導員。他亦在17年大聯盟打球生涯效力運動家四年。

### 遷移計劃
2023年4月20日，運動家總裁戴夫·卡瓦（Dave Kaval）宣佈將投資10億美金在內華達州拉斯維加斯購入土地，新建屋頂可開闔式球場，最快於2027年將球隊主場遷至新球場。2024球季結束後到拉斯維加斯新球場完工前，運動家將主場暫遷移到西沙加緬度的薩特健康球場（Sutter Health Park）2至3年。在搬遷期間，隊名將暫時不帶有城市名稱，而直接以運動家稱呼。

## 棒球名人堂球員
| 費城運動家 - 法蘭克·貝克 1908-1914 - 契夫·班德 1903-1914 - 泰·柯布 1927-1928 - 米奇·寇克蘭 1925-1933 - 艾迪·柯林斯 1906-1914, 1927-1930 - 吉米·科林斯 1907-1908 - 史丹·柯弗列斯基 1912 - 埃爾默·弗里克 1902 - 內利·法克斯 1947-1949 - 吉米·法克斯 1925-1935 - 雷夫提·葛洛夫 1925-1933 - 韋特·霍伊特 1931 - 喬治·凱爾 1943-1946 - 納普·拉傑威 1901-1902 - 康尼·馬克 (Connie Mack) 1901-1950 * - 賀伯·潘奈克 1912-1915 - 艾迪·普朗克 1901-1914 - 艾爾·西蒙斯 1924-1932, 1942, 1944 - 特里斯·史畢克 1928 - 魯布·瓦德爾 1902-1907 - 札克·惠特 1927 |  | 堪薩斯市運動家 - 路克·艾普林 1967 * - 盧·布德羅 1955-1957 * - 懷堤·荷佐格 (Whitey Herzog) 1958-1960 - 湯米·拉索達 1956 - 薩奇·佩吉 1965 - 伊諾斯·史勞特 1955-1956 |  | 奧克蘭運動家 - 哈洛德·貝恩斯 1990-1992 - 奧蘭多·塞佩沙 1972 - 丹尼斯·艾克斯利 1987-1995 - 羅利·芬格斯 1968-1976 - 古斯·高薩吉 1992-1993 - 瑞奇·韓德森 1979-1984, 1989-1993, 1994-1995, 1998 - 凱特費許·杭特 1965-1974 - 瑞吉·傑克森 1967-1975 - 托尼·拉·魯薩 1963, 1968-1971, 1986-1995 * - 威利·麥考維 1976 - 喬·摩根 1984 - 麥克·皮耶薩 2007 - 提姆·雷恩斯 1999 - 唐·薩頓 1985 - 法蘭克·湯瑪斯 2006, 2008 - 比利·威廉斯 1975-1976 - 迪克·威廉斯 (Dick Williams) 1971-1973 * |

註: *表示該選手為球隊總教練，而拉魯沙和威廉斯曾分別於1963年,1968年-1971年和1959年-1960年效力過運動家。

## 退休号码
| 瑞吉·傑克森 外野手 2004年5月22日 | 瑞奇·韓德森 外野手 2009年8月1日 | 凱特費許·杭特 投手 1991年6月9日 | 羅利·芬格斯 投手 1993年7月5日 | 丹尼斯·艾克斯利 投手 2005年8月13日 | 小沃爾特·A·哈斯 球團老闆 1995年 | 傑基·羅賓森 大聯盟各隊的退休背號 1997年4月15日 |

## 小聯盟關係球隊 (2019年)
- AAA：拉斯維加斯飛行者 (Las Vegas Aviators)，太平洋岸联盟 (Pacific Coast League)
- AA：密德蘭搖滾獵犬（英语：Midland RockHounds） (Midland Rock Hounds)，德克薩斯聯盟 (Texas League)
- 高级A：蘭辛螺釘 (Lansing Lugnuts)，加利福尼亞聯盟 (California League)
- A：史塔克頓港口 (Stockton Ports)，中西部聯盟 (Midwest League)
- 新秀： 亞利桑那運動家 (ACL Athletics)，紐約-賓州聯盟 (New York–Penn League)
- 新秀：多明尼加運動家 (DSL Athletics)，多明尼加夏季聯盟 (Arizona League)